# Ерёмин, Александр Андреевич
Алекса́ндр Андре́евич Ерёмин (род. 16 декабря 1995, Дмитров, Московская область) — российский кёрлингист.
Скип и четвёртый смешанной сборной России на чемпионате мира среди смешанных команд 2018.
Мастер спорта России международного класса (кёрлинг, 2019).

## Достижения
- Чемпионат России по кёрлингу среди мужчин: золото (2022), серебро (2017), бронза (2016, 2018).
- Кубок России по кёрлингу среди мужчин: золото (2020, 2022), серебро (2016[3]), бронза (2021, 2023).
- Чемпионат мира по кёрлингу среди смешанных команд: бронза (2018).
- Чемпионат России по кёрлингу среди смешанных команд: золото (2022, 2023, 2024), серебро (2018, 2019, 2020).
- Кубок России по кёрлингу среди смешанных команд: бронза (2019, 2023).
- Чемпионат России по кёрлингу среди смешанных пар: золото (2018, 2019, 2020, 2022), серебро (2021), бронза (2015).
- Кубок России по кёрлингу среди смешанных пар: золото (2012[4]).

## Команды
| Сезон                                               | Четвёртый           | Третий              | Второй            | Первый              | Запасной                                                                        | Турниры                                                         |
| --------------------------------------------------- | ------------------- | ------------------- | ----------------- | ------------------- | ------------------------------------------------------------------------------- | --------------------------------------------------------------- |
| 2013—14                                             | Василий Тележкин    | Александр Еремин    | Дмитрий Антипов   | Алексей Тузов       | Александр Чистов                                                                | КРМ 2013 (7 место)                                              |
| 2015—16                                             | Сергей Андрианов    | Александр Кузьмин   | Тимур Гаджиханов  | Александр Ерёмин    |                                                                                 |                                                                 |
| 2015—16                                             | Тимур Гаджиханов    | Даниил Горячев      | Дмитрий Соломатин | Александр Ерёмин    | Лев Пузаков                                                                     | ЧМЮ 2016 (7 место)                                              |
| 2015—16                                             | Александр Ерёмин    | Михаил Васьков      | Алексей Тузов     | Алексей Куликов     |                                                                                 | ЧРМ 2016                                                        |
| 2016—17                                             | Александр Ерёмин    | Михаил Васьков      | Алексей Тузов     | Алексей Куликов     | Кирилл Савенков                                                                 | КРМ 2016                                                        |
| 2016—17                                             | Михаил Васьков      | Александр Ерёмин    | Алексей Тузов     | Алексей Куликов     | Пётр Кузнецов                                                                   | ЧРМ 2017                                                        |
| 2016—17                                             | Александр Ерёмин    | Алексей Тузов       | Иван Александров  | Александр Быстров   | Никита Иванчатенко тренер: Михаил Брусков                                       | ЧМЮ-Б 2017 (10 место)                                           |
| 2017—18                                             | Александр Ерёмин    | Алексей Куликов     | Алексей Тузов     | Михаил Васьков      | Пётр Кузнецов                                                                   | ЧРМ 2018                                                        |
| 2020—21                                             | Александр Ерёмин    | Михаил Васьков      | Алексей Тузов     | Алексей Куликов     | Кирилл Савенков (КРМ), Пётр Кузнецов (ЧРМ) тренеры: А.Д. Грецкая, Д.Н. Степанов | КРМ 2020 · ЧРМ 2020 (5 место)                                   |
| 2021—22                                             | Александр Ерёмин    | Алексей Тузов       | Пётр Кузнецов     | Алексей Куликов     | Кирилл Савенков тренеры: А.Д. Грецкая, Д.Н. Степанов                            | КРМ 2021                                                        |
| 2021—22                                             | Александр Ерёмин    | Михаил Васьков      | Алексей Тузов     | Алексей Куликов     | Пётр Кузнецов тренеры: А.Д. Грецкая, Д.Н. Степанов                              | ЧРМ 2022                                                        |
| 2022—23                                             | Михаил Васьков      | Александр Ерёмин    | Алексей Тузов     | Алексей Куликов     | Пётр Кузнецов тренеры: А.Д. Грецкая (КРМ, ЧРМ), Д.Н. Степанов (ЧРМ)             | КРМ 2022 · ЧРМ 2023 (6 место)                                   |
| 2023—24                                             | Михаил Васьков      | Александр Ерёмин    | Алексей Тузов     | Алексей Куликов     | Пётр Кузнецов тренер: А.Д. Грецкая                                              | КРМ 2023                                                        |
| 2023—24                                             | Михаил Васьков      | Александр Ерёмин    | Алексей Тузов     | Пётр Кузнецов       | Кирилл Суровов тренеры: В.Н. Гудин, А.Д. Грецкая                                | ЧРМ 2024 (4 место)                                              |
| 2024—25                                             | Александр Ерёмин    | Кирилл Суровов      | Алексей Куликов   | Дмитрий Грецкий     | Михаил Мельников тренеры: В.Н. Гудин, А.Д. Грецкая                              | КРМ 2024 (9 место)                                              |
| 2024—25                                             | Александр Ерёмин    | Алексей Тузов       | Кирилл Суровов    | Алексей Куликов     | Дмитрий Грецкий тренеры: В.Н. Гудин, А.Д. Грецкая                               | ЧРМ 2025 (5 место)                                              |
| Кёрлинг среди смешанных команд (mixed curling)      |                     |                     |                   |                     |                                                                                 |                                                                 |
| 2011—12                                             | Алексей Куликов     | Марина Вдовина      | Александр Ерёмин  | Дарья Морозова      |                                                                                 | КРСК 2011 (14 место)                                            |
| 2011—12                                             | Василий Тележкин    | Дарья Морозова      | Павел Мишин       | Ольга Котельникова  | Александр Ерёмин                                                                | ЧРСК 2012 (11 место)                                            |
| 2012—13                                             | Павел Мишин         | Дарья Стёксова      | Александр Ерёмин  | Марина Вдовина      | Татьяна Лукина Алексей Тузов                                                    | ЧРСК 2013 (7 место)                                             |
| 2014—15                                             | Александр Еремин    | Дарья Стёксова      | Алексей Тузов     | Ольга Котельникова  |                                                                                 | КРСК 2014 (13 место)                                            |
| 2015—16                                             | Александр Еремин    | ?                   | ?                 | ?                   |                                                                                 | КРСК 2015 (??? место)                                           |
| 2015—16                                             | Александр Еремин    | ?                   | ?                 | ?                   |                                                                                 | ЧРСК 2016 (13 место)                                            |
| 2016—17                                             | Александр Еремин    | ?                   | ?                 | ?                   |                                                                                 | КРСК 2016 (5 место)                                             |
| 2016—17                                             | Александр Еремин    | Дарья Морозова      | Алексей Тузов     | Ольга Котельникова  |                                                                                 | ЧРСК 2017 (5 место)                                             |
| 2017—18                                             | Александр Еремин    | Дарья Морозова      | Алексей Тузов     | Ирина Рязанова      |                                                                                 | ЧРСК 2018                                                       |
| 2018—19                                             | Александр Еремин    | Мария Комарова      | Даниил Горячев    | Анастасия Москалёва | тренер: Василий Гудин                                                           | ЧМСК 2018                                                       |
| 2018—19                                             | Александр Еремин    | Анастасия Москалёва | Алексей Тузов     | Дарья Морозова      |                                                                                 | ЧРСК 2019                                                       |
| 2019—20                                             | Александр Еремин    | Анастасия Москалёва | Алексей Тузов     | Дарья Морозова      | тренеры (ЧРСК): Т.А. Лукина, А.Д. Грецкая                                       | КРСК 2019 · ЧРСК 2020                                           |
| 2019—20                                             | Александр Еремин    | Анастасия Москалёва | Даниил Горячев    | Дарья Морозова      | тренер: Василий Гудин                                                           | ЧМСК 2019 (9 место)                                             |
| 2021—22                                             | Михаил Васьков      | Анастасия Москалёва | Александр Ерёмин  | Дарья Морозова      | тренеры: Т.А. Лукина, А.Д. Грецкая                                              | ЧРСК 2022                                                       |
| 2022—23                                             | Михаил Васьков      | Анастасия Москалёва | Александр Ерёмин  | Дарья Морозова      | тренер: Татьяна Лукина                                                          | КРСК 2022 (4 место)                                             |
| 2022—23                                             | Михаил Васьков      | Дарья Морозова      | Александр Ерёмин  | Анастасия Москалёва | тренер: Татьяна Лукина                                                          | ЧРСК 2023                                                       |
| 2023—24                                             | Михаил Васьков      | Ирина Рязанова      | Александр Ерёмин  | Анастасия Мищенко   | тренеры: А.Д. Грецкая, Д.Н. Степанов                                            | КРСК 2023                                                       |
| 2023—24                                             | Михаил Васьков      | Ирина Рязанова      | Александр Ерёмин  | Анастасия Мищенко   | тренеры: В.Н. Гудин, А.В. Стукальский                                           | ЧРСК 2024                                                       |
| Кёрлинг среди смешанных пар (mixed doubles curling) |                     |                     |                   |                     |                                                                                 |                                                                 |
| 2011—12                                             | Александр Ерёмин    | Елена Ушакова       |                   |                     |                                                                                 | ЧРСП 2012 (19 место)                                            |
| 2012—13                                             | Александр Ерёмин    | Дарья Морозова      |                   |                     |                                                                                 | КРСП 2012 · ЧРСП 2013 (9 место)                                 |
| 2013—14                                             | Александр Ерёмин    | Дарья Морозова      |                   |                     |                                                                                 | КРСП 2013 (5 место) ЧРСП 2014 (11 место)                        |
| 2014—15                                             | Александр Ерёмин    | Дарья Морозова      |                   |                     |                                                                                 | ЧРСП 2015                                                       |
| 2015—16                                             | Александр Ерёмин    | Анастасия Москалёва |                   |                     |                                                                                 | КРСП 2015 (6 место)                                             |
| 2016—17                                             | Дарья Стёксова      | Александр Ерёмин    |                   |                     |                                                                                 | КРСП 2016 (9 место)                                             |
| 2016—17                                             | Дарья Морозова      | Александр Ерёмин    |                   |                     |                                                                                 | ЧРСП 2017 (5 место)                                             |
| 2017—18                                             | Анастасия Москалёва | Александр Ерёмин    |                   |                     |                                                                                 | ЧРСП 2018                                                       |
| 2018—19                                             | Анастасия Москалёва | Александр Ерёмин    |                   |                     | тренеры: Василий Гудин (ЧР, КМ, ЧМСП), Василий Собакин (ЧМСП)                   | КМ 2018/19 (2 этап) (7 место) · ЧРСП 2019 · ЧМСП 2019 (5 место) |
| 2019—20                                             | Анастасия Москалёва | Александр Ерёмин    |                   |                     |                                                                                 | ЧРСП 2020                                                       |
| 2020—21                                             | Анастасия Москалёва | Александр Ерёмин    |                   |                     | тренер: Василий Гудин (ЧМСП)                                                    | ЧРСП 2021 · ЧМСП 2021 (11 место)                                |
| 2021—22                                             | Анастасия Москалёва | Александр Ерёмин    |                   |                     | тренеры: А.Д. Грецкая, Д.Н. Степанов                                            | ЧРСП 2022                                                       |
| 2022—23                                             | Анастасия Москалёва | Александр Ерёмин    |                   |                     | тренер: Т.А. Лукина                                                             | КРСП 2022 (7 место) ЧРСП 2023 (13 место)                        |
| 2023—24                                             | Ирина Рязанова      | Александр Ерёмин    |                   |                     | тренеры: А.Д. Грецкая, Д.Н. Степанов                                            | КРСП 2023 (11 место)                                            |
| 2023—24                                             | Ирина Рязанова      | Александр Ерёмин    |                   |                     | тренеры: В.Н. Гудин, А.Д. Грецкая                                               | ЧРСП 2024 (8 место)                                             |
| 2024—25                                             | Анастасия Мищенко   | Александр Ерёмин    |                   |                     | тренеры (ЧРСП): В.Н. Гудин, А.Д. Грецкая                                        | КРСП 2021 (13 место) ЧРСП 2025 (4 место)                        |

(скипы выделены полужирным шрифтом)